# Șoarece de casă
Șoarecele de casă (Mus musculus) este un mamifer rozător sinantrop mic, de culoare cenușie, cu botul ascuțit, care trăiește pe lângă așezările omenești, în gospodăriile umane, în construcții industriale, în silozuri, în depozite de furaje, de produse alimentare și textile, în incinta morilor etc. Construiesc cuiburi căptușite cu material moale, pe sub stoguri, în magazii, hambare,  depozite, cămări, poduri etc. Șoarecele de casă este răspândit pe toate continentele și urcă la altitudine până la 2700 m acolo unde există construcții umane. În România se întâlnește subspecia Mus musculus musculus răspândită în toată țara pe lângă locuințe, de la câmpie până în golul de munte.  Vara o parte dintre șoareci migrează în câmpuri deschise, cultivate sau înțelenite, fără a ierna aici.
Are o lungime de 7-10 cm (cap + trunchi) și o greutate de 10-20 g. Trăiește până la un an și jumătate. Are botul scurt, ochii mici, vibrizele lungi, iar membrele posterioare mai scurte decât cele anterioare. Incisivii de pe maxilarul superior au o margine dantelată. Degetele cu unghii subțiri și fragile. Este un bun alergător și se cațără cu ușurință. Este o specie omnivoră și se hrănește mai ales cu semințe de cereale și plante industriale, dar și cu alimente găsite în locuințe. Având hrană suficientă disponibilă, nu-și face rezerve pentru sezonul rece. Trăiește în perechi, apărându-și cu îndârjire teritoriul. Nu hibernează și este activ tot anul. Șoarecii care trăiesc în locuințe sunt activi ziua în locuri liniștite, iar noaptea cotrobăiesc peste tot; cei care au migrat  în câmp, sunt activi numai noaptea. Se înmulțesc în tot cursul anului. Gestația durează 20-21 de zile. Femela naște de 6-7 ori pe an, câte 3-10 pui golași, care sunt alăptați 3-4 săptămâni. Atinge maturitatea sexuală la două luni după naștere.
Șoarecii de casă produc pagube mari în cămările locuințelor, magaziile de cereale, depozite alimentare. Murdăresc și infectează alimentele cu diverși agenți patogeni și transmite astfel omului și animalelor de casă boli infecțioase și helmintoze. Strică mai mult decât consumă și  imprimă alimentelor un puternic miros neplăcut de urină. Indivizii care migrează vara în câmp produc pagube culturilor în perioada de recoltare.

## Hrana
Șoarecele de casă este omnivor. El consumă de preferință boabe și semințe de cereale și plante industriale, dar și o gamă largă de alte produse comestibile: fructe, legume, carne, insecte și alte alimente găsite în locuințe, dar poate mânca clei, pastă și chiar săpun. Șoarecele de casă poate să se hrănească cu omizi, molii nezburătoare și râme. Dacă mănâncă alimente umede sau semințe care conțin 12% proteine, el poate trăi fără apă.
Mănâncă de 20 de ori în fiecare zi, consumând zilnic alimente până la 10% din greutatea corpului. Având hrană suficientă disponibilă, nu face rezerve pentru sezonul rece.

## Paraziții și dușmanii naturali
Șoarecele de casă poate fi infectat de numeroși endoparaziți și de câțiva ectoparaziți, în special de anumite specii de căpușe și purici. Mus musculus ar putea constitui o gazdă de origine a puricelui (Leptopsylla segnis). Paraziții joacă un rol in regularizarea populațională, șoarecele de casa putând fi și o specie-rezervor a unor specii patogene de paraziți.
Șoarecele este foarte prolific, însă are mulți dușmani naturali, fiind o pradă ușoara. Dușmanii naturali sunt mamifere carnivore precum pisica, nevăstuica, vulpea etc. dar și reptile (șarpele), sau păsări răpitoare - sturzul, barza etc.
Omul îl consideră un animal dăunător care distruge recoltele și propagă diverse boli prin paraziții si dejecțiile sale, motiv pentru care omul a dezvoltat sisteme sofisticate de eradicare. Printre primele sisteme de luptă: domesticirea pisicii, cât și utilizarea capcanelor, iar mai recent, utilizarea unor otrăvuri specifice.

## Reproducerea
Șoarecele comun se reproduce in captivitate tot anul. În condiții naturale, gestațiile in timpul sezonului rece sunt mai rare.
Maturitatea sexuală este atinsă la vârsta de cinci sau șase săptămâni (45 zile pentru masculi, intre 40 și 45 zile pentru femele).
O femelă poate avea, în condiții de hrană si căldură suficientă, între 5 și 15 gestații pe an. Durata unei gestații este de 18 - 21 zile și o gestație poate avea între 5 și 12 șoricei (max. 18). O nouă gestație este posibilă după 6 săptămâni.
Șoriceii sunt în primele ore fără vedere și fără blană. Timp de aproape 3 săptămâni, sunt dependenți de laptele matern, iar către 3 săptămâni, după sevraj, încep sa devină autonomi.
Șoriceii comunică cu șoricioaica-mama prin ultrasunete. Există șoareci modificați genetic deficienți de gena care controlează proteina FOXP2 responsabilă de emiterea ultrasunetelor.
Speranța de viată a șoarecelui de casă este de 2 - 3 ani.